# Heterocarpus signatus
Heterocarpus signatus är en kräftdjursart som beskrevs av M. J. Rathbun 1906. Heterocarpus signatus ingår i släktet Heterocarpus och familjen Pandalidae. Inga underarter finns listade i Catalogue of Life.